# Tombeau de Toutânkhamon
Le tombeau de Toutânkhamon (KV62) est un hypogée découvert le 4 novembre 1922 dans la vallée des Rois sur la rive ouest du Nil face à Louxor par Howard Carter, égyptologue britannique qui avait été chargé d'effectuer ces fouilles par Lord Carnarvon. Il est célèbre pour son trésor et la malédiction qui aurait poursuivi tous les étrangers ayant violé sa tombe.
Carter met dix ans à explorer le tombeau et à en inventorier le mobilier qui constitue une des plus grandes découvertes archéologiques du XXe siècle.

## Hypothèses sur la sépulture
Bien que la porte du tombeau ait été forcée dans l'Antiquité, le contenu est resté quasi intact. Plusieurs indices ont convaincu Carter que le tombeau reçut par deux fois la visite de voleurs de sépultures, la première aussitôt les cérémonies funéraires achevées, comme l'attestent des passages qui ont été rebouchés avec du plâtre ou des objets déplacés de l'antichambre. La tombe renfermait de nombreux objets de la vie quotidienne et sa découverte a ainsi aidé à mieux comprendre la vie des Égyptiens de l'Antiquité. Le trésor funéraire était composé d'objets d'or, d'albâtre et d'ivoire.
C'est probablement grâce à la volonté des successeurs de Toutânkhamon, Aÿ et Horemheb puis les ramessides, de faire tomber son règne dans l'oubli, que son tombeau a pu échapper aux pilleurs de tombes. Toutânkhamon est, semble-t-il, le dernier pharaon de la lignée issue du pharaon hérétique (Akhenaton) et, avec lui, disparaissent les dernières traces de la période amarnienne. Les noms de Toutânkhamon et de ses prédécesseurs jusqu'à Amenhotep IV sont retirés des listes royales officielles par martelage des cartouches selon le processus de damnatio memoriae.
De récentes découvertes, notamment menées par Marc Gabolde, égyptologue à l'Université de Montpellier, tendent à indiquer que l'ensemble du trousseau funéraire était en réalité destiné à sa sœur aînée, la reine-pharaon Mérytaton.
L'entrée du caveau a été accidentellement préservée par les gravats provenant de KV9, qui regroupe les tombes de Ramsès V et de Ramsès VI (la protégeant ainsi de pillage postérieur au règne de ces pharaons) jusqu’à sa découverte par Carter. Il a fallu dix ans à Howard Carter pour venir à bout des fouilles du tombeau, inventorier et conditionner les 5 398 objets qui s'y trouvaient. Il fut aidé dans sa tâche par de nombreux scientifiques, dont le photographe Harry Burton.
Au-delà de l'intérêt strictement archéologique du tombeau et de son contenu, Toutânkhamon est devenu également célèbre en raison de la malédiction du pharaon, légende qui naquit peu après la découverte du tombeau, lors du décès mystérieux de Lord Carnarvon en avril 1923. Récemment[Quand ?], une étude d'ADN a été menée sur la momie de Toutânkhamon, ainsi que sur onze autres, par Zahi Hawass.

## Plan de la tombe

Plan du tombeau :
(1) Chambre du trésor,
(2) Chambre funéraire,
(3) troisième porte,
(4) Antichambre,
(5) Annexe,
(6) quatrième porte,
(7) deuxième porte,
(8) Corridor,
(9) première porte,
(10) Escaliers,
(A) Mur de plâtre scellé,
(B) Mur de briques,
(C) Niche destinée à une figurine protectrice.

### L'entrée de la tombe
Seize marches descendent vers la porte d'entrée de la tombe. L'escalier mesure 4,7 m de long, 1,6 m de large et s’enfonce 4 m sous terre.

### Le couloir
De là, un corridor conduit à une porte fermant l'entrée de la première pièce, appelée « antichambre » par Carter.

### L'antichambre

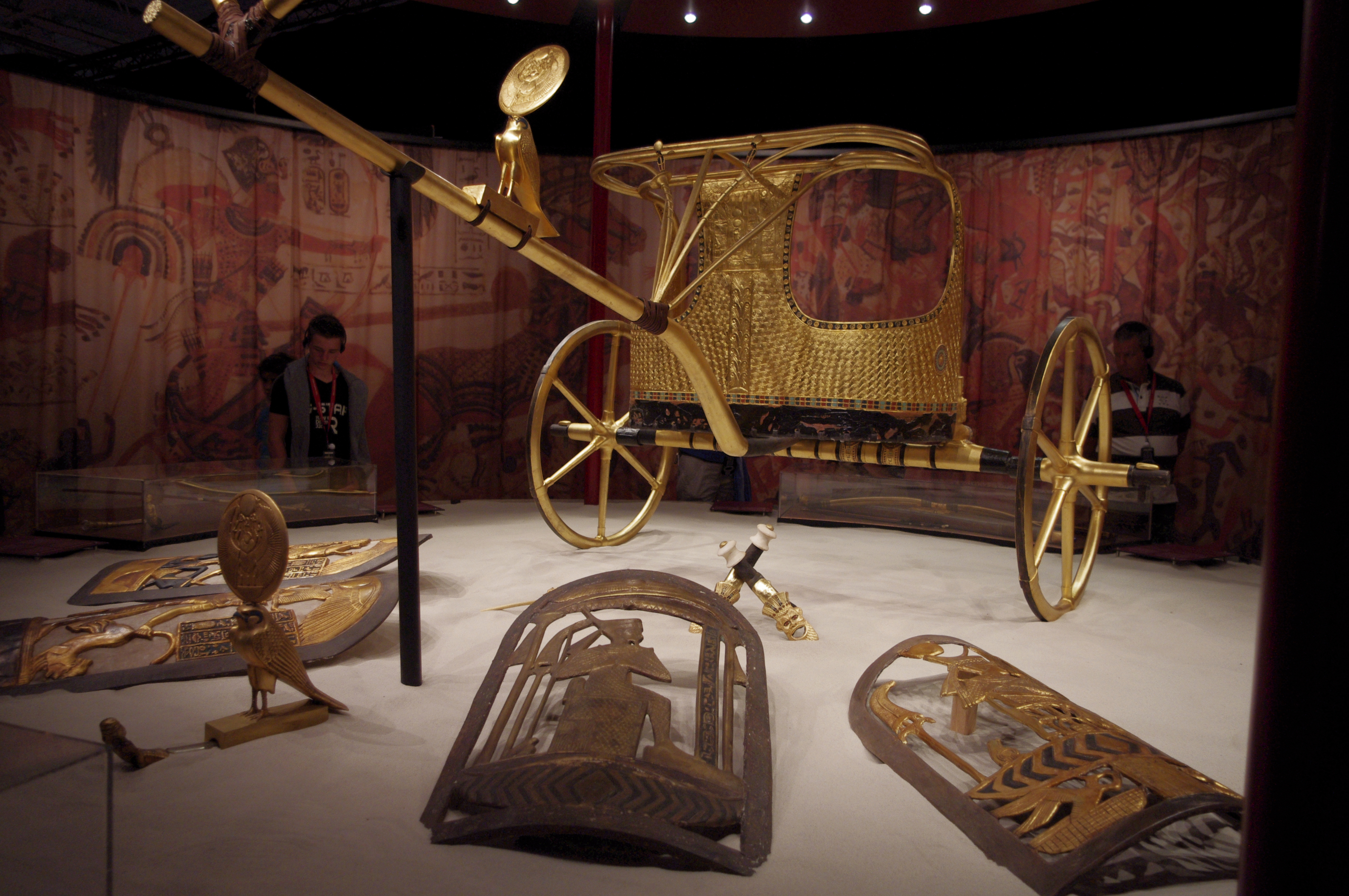
Char d'apparat et boucliers.

L'antichambre, dont les murs blanchis à la chaux sont nus et sans décorations, contenait plus de sept-cents pièces entassées pêle-mêle, la plupart des meubles et des objets précieux du roi en rapport avec ce qui avait pu être la vie terrestre : attributs du pharaon, trois lits funéraires en bois doré (à têtes de lion, de vache et d'hippopotame) et deux lits ordinaires, quatre chars démontés, des sièges pliants, de la vannerie, le trousseau du roi (tuniques, pagnes, ceintures, sous-vêtements, étoles, vêtements de prêtre, vingt-sept gants, quatre-vingt-treize chaussures, sandales et mules en matériaux divers), armes diverses (épées, javelots, arcs, boucliers), objets de toilette (cuillère à fard, tubes à khôl, vases à onguents et parfums, miroirs et nécessaire de rasage), jeux de plateau, instruments de musique (claquoirs, sistres, trompettes), boîtes ovoïdes contenant de la nourriture.
Sur le mur de droite, des traces de creusement abandonné indiquent que cette pièce aurait dû être plus grande d'environ deux mètres vers le nord. Sur le mur du fond à gauche, une petite porte surmontée de traits noirs délimitant l'ouverture qu'elle aurait dû avoir, permet d'accéder à une autre chambre.

### L'annexe
Appelée « annexe » par Carter, qui constate qu'il y a des traits rouges sur les murs et qu'elle est en contrebas de 90 cm de l'antichambre. Elle contenait, en désordre, des paniers, des jarres de vin, de la vaisselle en calcite, des maquettes de bateaux et des ouchebtis.

### La chambre funéraire

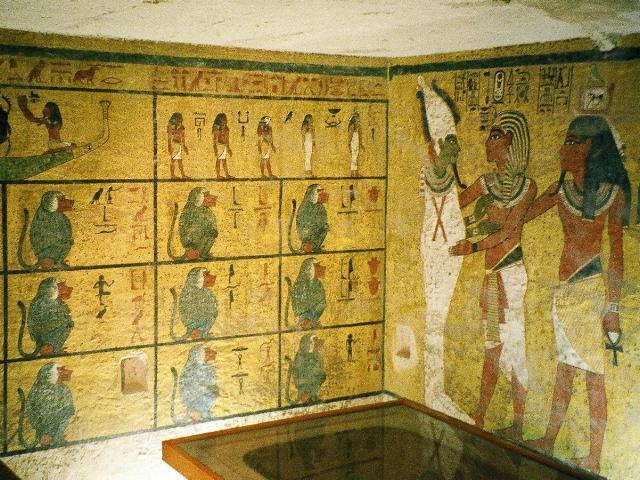
Décoration murale de la chambre funéraire.

Au fond du mur droit de l'antichambre, une porte dont des traits délimitent également l'ouverture projetée donne accès à la chambre funéraire (6,3 × 4 m). Son sol est en contrebas d'environ un mètre et ses murs sont enduits de plâtre peint en jaune. Cette chambre contenait trois-cents objets en plus du tombeau situé au centre de la pièce. Seule cette chambre est décorée ; les scènes ne sont pas dans le style traditionnel du décor des tombes. Hâtivement peintes, elles représentent le livre des morts décrivant le voyage de la mort à la résurrection divine :
- le mur oriental du caveau illustre un cortège funèbre de douze hauts dignitaires du régime, têtes ceintes du bandeau blanc du deuil (les deux hommes au crâne rasé sont les deux vizirs, dont Aÿ). Ces courtisans tirent par la main le catafalque, sorte de traîneau supportant la momie du pharaon dans sa chapelle en baldaquin.
- sur le mur nord, la scène de droite présente Aÿ, coiffé du khépresh et habillé de la peau du léopard du prêtre, qui pratique le rituel de l'ouverture de la bouche du défunt, lequel a l'aspect d'Osiris, maître du royaume des morts. Dans la scène centrale, Toutânkhamon vêtu en souverain (perruque, diadème, collier ousekh, canne droite à bout doré) est accueilli par Nout dans la Douât, la déesse du ciel lui présentant dans chaque main le hiéroglyphe de l'eau. La scène de gauche montre l'enfant-roi, suivi par son personnage-ka qui tient dans sa main l'ânkh. Le défunt embrasse Osiris coiffé de l'Atef, le pharaon et le dieu ne faisant plus qu'un.
- sur le mur ouest, la décoration est disposée en quatre registres principaux illustrant des scènes tirées de la première heure du Livre de l'Amdouat. Le registre supérieur montre un cortège de cinq divinités (Maât, la Maîtresse de la barque, Horus, le Ka de Shou et Nehes) qui précède la barque Mésektet transportant l'astre en devenir sous forme du scarabée Khépri, cette barque solaire étant encadrée par deux hommes représentant Toutânkhamon osirifié. Les trois registres inférieurs montrent douze babouins sacrés accroupis, symbolisent les douze heures de la nuit au cours desquels la barque doit accomplir son cheminement.
- le mur sud montre le pharaon coiffé du khat et chaussé de ses sandales blanches, qui est revivifié par le signe ânkh de la déesse Hathor et protégé par Anubis.

### La chambre du trésor

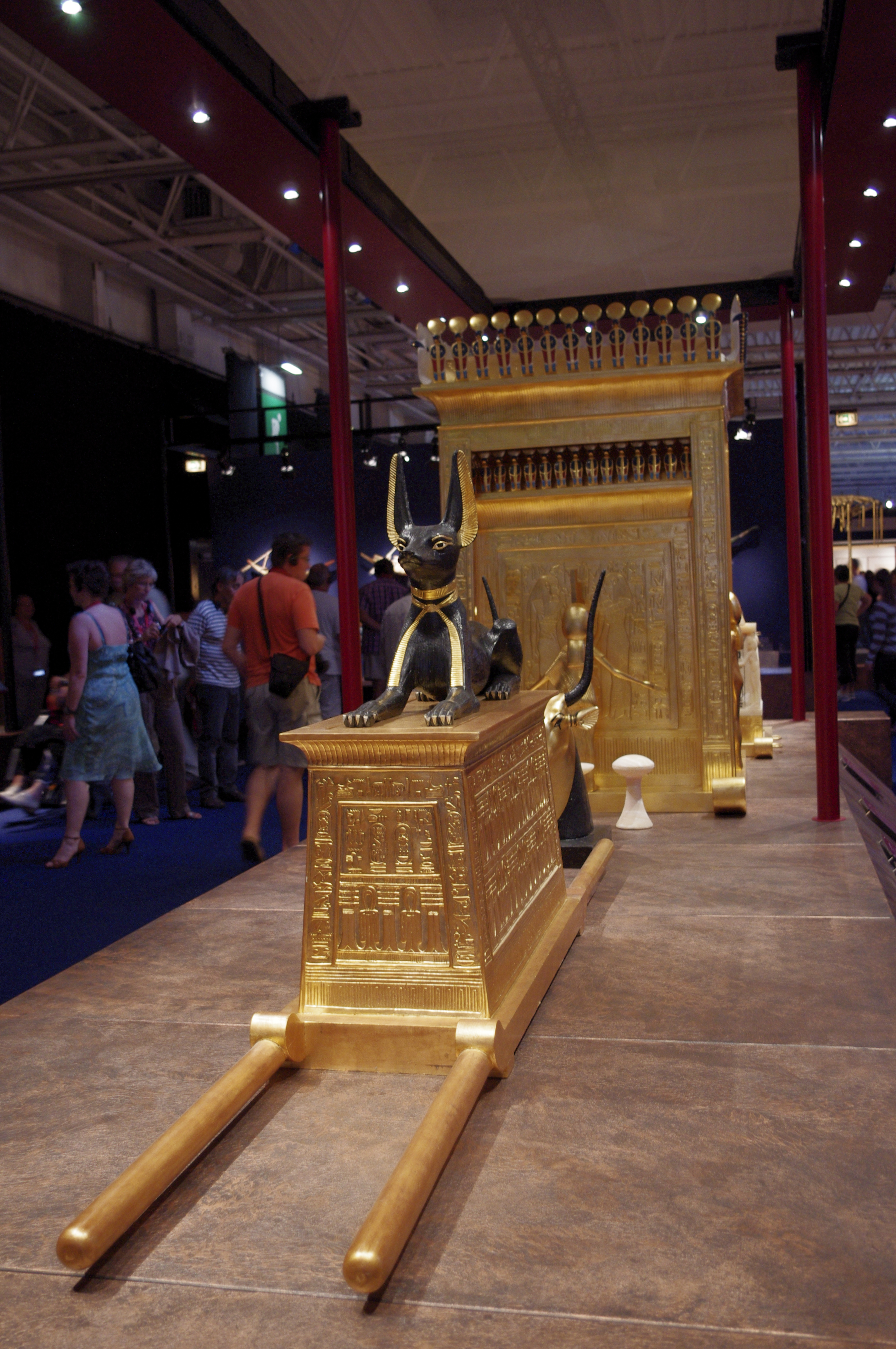
Chapelle aux canopes et statue d'Anubis.

Une autre petite chambre, appelée « chambre du trésor » par Carter, contenait environ cinq-cents objets, dont vingt maquettes de bateaux, cent-soixante-seize ouchebtis, de nombreuses statues, une statue d'Anubis, le dieu chacal, deux momies de fœtus (les filles de Toutânkhamon mortes avant terme) et un coffre-chapelle aux canopes.
Au total dans toute la sépulture on dénombre 5 398 pièces.

## La découverte
En 1902, l'Américain Theodore Monroe Davis obtient la concession de fouilles dans la vallée des Rois. Pendant une douzaine d’années, il découvre une trentaine de sépultures d’importances diverses. Mais quand il cède sa concession à Lord Carnarvon au tout début de 1915, il est persuadé que « la vallée des Tombes est désormais épuisée »,.
À plusieurs reprises, il est pourtant passé tout près de la tombe de Toutânkhamon. En particulier en 1905-1906, en 1907 (découverte de KV54, cache utilisée après les funérailles du jeune roi contenant les vestiges de l'embaumement de Toutânkhamon) et surtout en janvier 1909. À partir de l'automne 1917, Howard Carter reprend le travail de fouille avec l’unique objectif de trouver enfin la tombe de Toutânkhamon, choisissant comme lieu de prospection un triangle délimité par les tombeaux de Ramsès II, de Mérenptah et de Ramsès VI (vallon comblé par les déblais de creusement de ces tombes, les niveaux antiques antérieurs à ces tombes étant virtuellement intacts). Les résultats sont cependant peu encourageants et après la décevante campagne de 1921-1922, Lord Carnarvon est sur le point d’abandonner à son tour. C’est l’opiniâtreté de Carter qui seule parvient à le convaincre d’entreprendre une ultime campagne de fouilles en automne 1922. Il s'attaque aux cabanes d'ouvriers (abris en pierre sèche érigés par les artisans qui ont travaillé à l'aménagement de la tombe de Ramsès VI) construites sur deux mètres d'épaisseur de déblais, pour fouiller dessous.

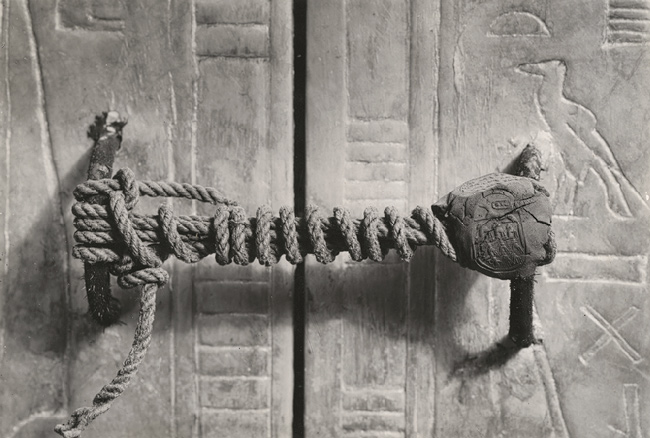
Le sceau de la deuxième porte encore intact, juste avant d'être brisé, en 1922. Il n'avait pas été touché pendant 3245 ans.

Le mercredi 1er novembre 1922, le travail de fouille commence. Le 4 novembre, Hussein Abdel-Rassoul, un porteur d'eau, découvre la première marche d'un escalier qui s'enfonce dans le sol. Le lendemain, douze marches sont dégagées, laissant apparaître le haut d'une porte dont les sceaux sont estompés et peu lisibles. Le 6 novembre, Carter envoie un télégramme crypté à Lord Carnarvon alors en Angleterre : « Avons enfin fait une découverte extraordinaire dans la vallée : une tombe somptueuse dont les sceaux sont intacts ; l'avons refermée jusqu'à votre arrivée ; félicitations ». Carnarvon arrive à Louxor le 23 novembre 1922, accompagné de sa fille Evelyn Herbert.
Le 24 novembre, les fouilles reprennent : la totalité de la rampe d'escalier est rapidement dégagée et les sceaux apparaissent très lisiblement sur le bas de la porte scellée et murée à la chaux : il s'agit bien de la tombe de Toutânkhamon. Malheureusement, des traces de maçonnerie sur la partie supérieure gauche de la porte laissent penser que la tombe a été « visitée » dès l'Antiquité.

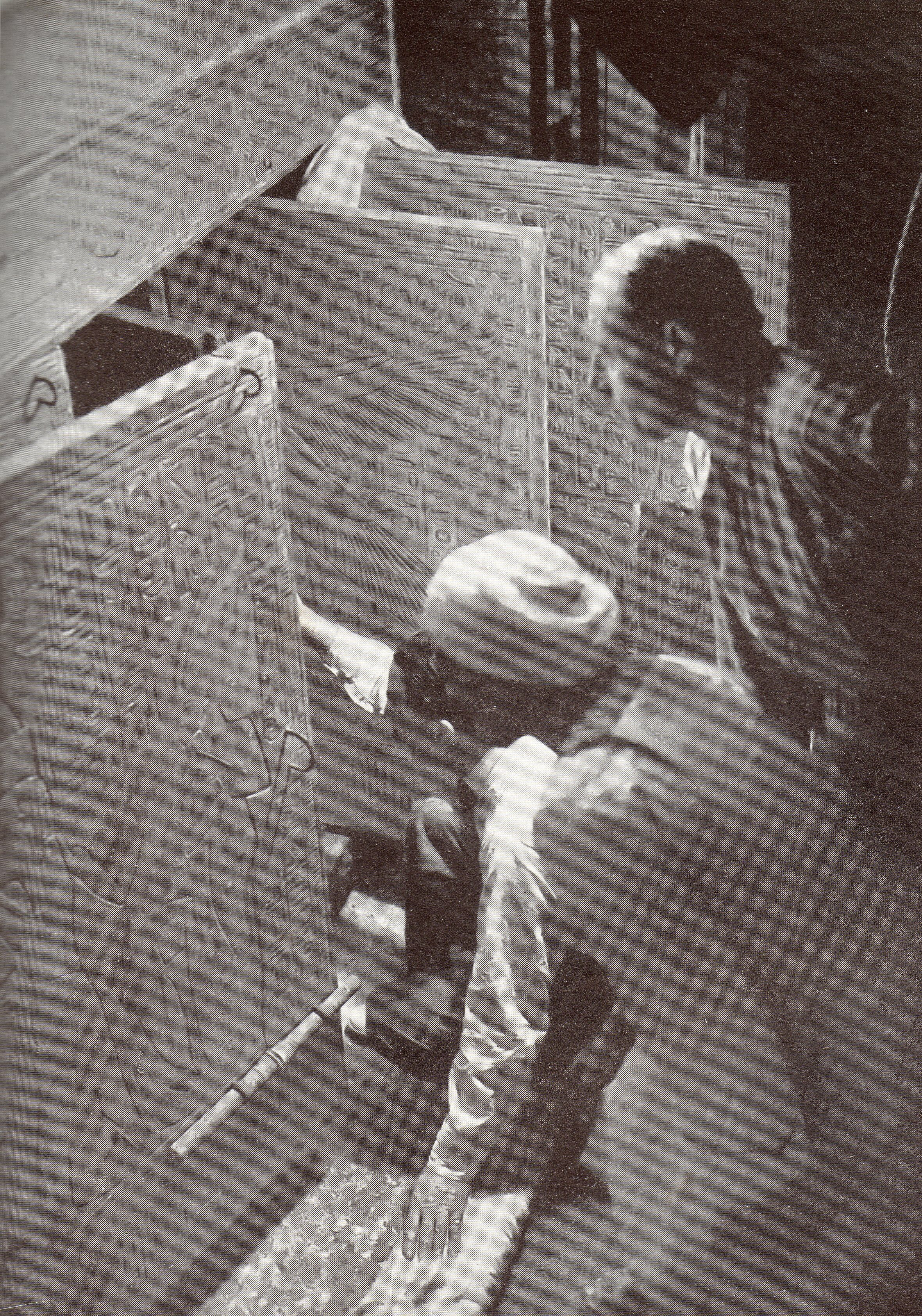
Ouverture des portes du sanctuaire funéraire par Carter en janvier 1924 (reconstitution de la scène de 1923).

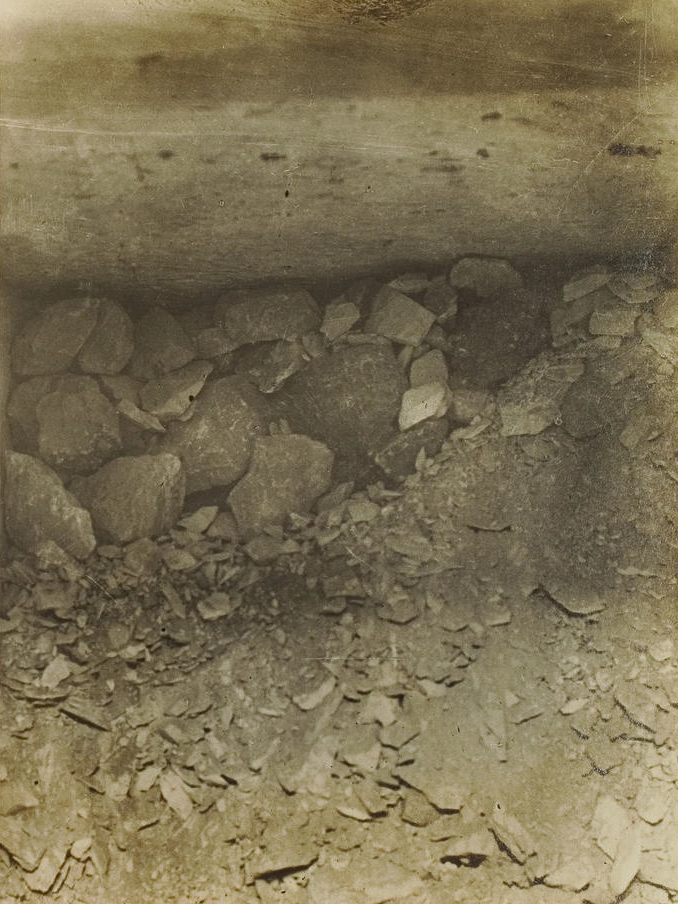
Dans le coin supérieur gauche du couloir entièrement comblé d'éclats de calcaire pour préserver le tombeau de pillage éventuel, traces du boyau creusé par les pilleurs.

Le 25 novembre, la première porte murée est ouverte et le couloir sur lequel elle donne porte les traces d'un tunnel creusé par la seconde intrusion des pillards (boyau rempli par la suite par des pierres plus grosses et patinées). Le dimanche 26 novembre, ce corridor est dégagé. Un trou dans la deuxième porte scellée (avec le sceau de la nécropole « le chacal couché et les neuf prisonniers ») est percé avec une barre à mine. Carter utilise une bougie pour s'assurer qu'aucun gaz carbonique toxique n'émane de cette brèche et est le premier à jeter un œil dans « l'antichambre ». Il devine dans la pénombre le carphanaüm correspondant à un important mobilier funéraire et décrit dans son journal l'échange mythique : « Voyez-vous quelque chose ? » demande avec impatience Carnavon. « Oui, des merveilles ! » bredouille Carter.
Le 28, un passage est creusé dans la troisième porte qui ferme la « chambre funéraire » puis celui-ci est rebouché avec du plâtre frais, Carter utilisant des copies de sceaux antiques de la nécropole pour imprimer dans l'enduit la fausse preuve que l'endroit est intact : l'ouverture officielle de la porte n'a lieu que le 17 février 1923, devant l'inspecteur des Antiquités. Carter décide de révéler officiellement la découverte le 29 novembre, mais le moment est assez mal choisi : depuis la proclamation unilatérale d'indépendance de mars 1922 par le roi Fouad Ier, la situation politique est tendue et les autorités britanniques en Égypte sont confrontées à une vague de meurtres de leurs ressortissants. La cérémonie se déroule donc en petit comité, mais Carter a eu la présence d'esprit de joindre à l'invitation d'Arthur Merton, le représentant du journal The Times, un petit résumé sur Toutânkhamon et la XVIIIe dynastie : le 30 novembre, le journal londonien consacre deux pleines pages à l'événement. Même le célèbre égyptologue Flinders Petrie, sollicité par The Times, se fend d'un commentaire élogieux.
Dans les jours qui suivent, l'agence Reuters et les journalistes égyptiens transmettent leur propre version de la découverte. La nouvelle se répand dans le monde. Aussitôt, des visiteurs de plus en plus nombreux affluent à Louxor et veulent déjà visiter le fameux tombeau : dès le 6 décembre, Carter profite d'un déplacement au Caire pour acquérir du matériel technique et photographique et pour commander une porte en fer pour fermer la tombe. Cette popularité va pourtant servir l'égyptologue : de nombreuses institutions scientifiques se proposent spontanément pour l'aider à exploiter la découverte, à commencer par le Metropolitan Museum of Art de New York qui attend sa part du butin.
Rapidement, Carnarvon et Carter comprennent qu'ils ne parviendront pas seuls à exploiter la découverte et qu'ils ont besoin du support d'une équipe renforcée, laquelle se constitue progressivement de plusieurs chercheurs et spécialistes, qui souvent proposent spontanément leur assistance : le chimiste Alfred Lucas, l'égyptologue Arthur Mace, James Henry Breasted, les architectes Walter Hauser et Lindsay Hall, le philologue britannique Alan Gardiner, le photographe Harry Burton, Arthur Callender (en), l'égyptologue Percy Newberry…
Le dégagement total de la tombe demande dix ans, délai qui exaspérait la presse ; celui de l'antichambre commence le 27 décembre 1922. Carter procède avec beaucoup de minutie et manière systématique : numérotation de tous les objets découverts, photographies nombreuses, croquis, relevés, descriptions, etc. Les tombes avoisinantes servent d'abri, de studio photographique ou d'atelier de restauration. Les pièces dégagées sont envoyées au Caire par bateau ou par train.

## Le trésor de Toutânkhamon
Avant que le royaume d'Égypte n'accède à l'indépendance le 15 mars 1922, il était d'usage que le mécène ou la mission archéologique responsable du chantier remportent avec eux la moitié de leurs découvertes (loi du 12 juin 1912 régissant le marché des antiquités et le droit d'exportation de celles-ci). Face à l'essor du nationalisme arabe, Pierre Lacau, directeur général du Service des Antiquités de l'Égypte, édicte alors une nouvelle réglementation selon laquelle, si une tombe est trouvée intacte, tous les biens restent sur le sol égyptien. Le 16 octobre 1922, le Service des Antiquités adresse ainsi à tous les archéologues étrangers une circulaire signalant cette nouvelle règle, ce qui attise l'hostilité des savants anglo-saxons dont les fouilles sont financées soit sur des fonds privés, soit avec l'appui de musées qui espèrent enrichir leurs collections. Dans un Orient où les deux puissances européennes rivalisent malgré l'Entente cordiale, l’affaire prend vite un tour politique aigu. Vu les sommes qu'il a dépensées, Lord Carnarvon se sent floué mais, après sa mort, des négociations entre ses héritiers et le gouvernement égyptien aboutissent en 1930 à ce que la famille Carnarvon soit dédommagée de 36 000 livres sterling pour les dépenses engagées, celle-ci reversant 8 500 livres sterling à Carter.
Cet accord n'a pas empêché Carter et Carnarvon d'emporter avec eux de nombreux objets parmi les 5 398 pièces découvertes dans le tombeau (objets qui font partie du trousseau funéraire mais aussi de la vie quotidienne), pièces qu'ils cèdent à de grands musées européens et américains ou à des collections particulières. Mille-sept-cents de ces objets sont cependant exposés dans une grande partie du second étage du Musée égyptien du Caire, la majorité étant conservée dans ses réserves. Le masque funéraire et les sarcophages y occupent une place de choix. Un coffre dont les quatre côtés sont décorés des déesses Isis, Nephtys, Serket et Neith contenait les vases canopes.
La chambre mortuaire contenait un immense catafalque lui aussi exposé en grande partie dans le musée égyptien : quatre coffres-chapelles gigognes en bois doré dépourvus de plancher, en bois stuqué et doré, se succèdent à partir du haut, offrant une protection maximale au pharaon qui reposait, selon la mentalité religieuse égyptienne, dans sa « maison d'éternité ». Les chapelles (appelées ainsi car elles représentent l'architecture typique de sanctuaires, en modèle réduit, et contiennent des objets de la vie quotidienne qui aidaient le défunt à reconstituer son univers) sont constituées de grands panneaux de bois de cèdre assemblés par des tenons en chêne. Elles sont fermées à l'est par une porte à double battant, leurs verrous sont composés de tiges en ébène coulissant à l'intérieur d'anneaux de cuivre revêtus d'argent. Deux autres anneaux étaient entourés de cordelettes marquées de sceaux imprimés en argile, à l'exception de celui de la porte de la chapelle extérieure qui était brisé, trace du passage des pilleurs.
La première chapelle a une hauteur de 275 cm, une longueur de 508 cm et une largeur de 328 cm. Son bois de 32 mm d'épaisseur et couvert d'une feuille d'or, est décoré sur de la faïence bleue des piliers Djed (symboles de stabilité) alternant avec deux nœuds d'Isis (symboles de vie). La forme du toit à double pente évoque le pavillon dans lequel le pharaon célèbre la fête-Sed.
La deuxième chapelle est surmontée d'une armature en bois destinée à recevoir le suaire royal orné de marguerites en bronze doré.
La dernière chapelle recouvre un sarcophage en quartzite (qui a été laissé dans la tombe KV62) fermé par un couvercle en granit rose peint en jaune, supporté par quatre blocs en albâtre calcaire. Cette cuve a la forme d'une chapelle dotée d'une corniche à gorge, elle est ornée dans ses angles de quatre déesses tutélaires ailées (Nephthys, Isis, Neith et Selkis) et couverte de hiéroglyphes.
Le sarcophage contenait, posés sur une bière de bois doré, trois cercueils momiformes (ces cercueils anthropomorphes prenant la forme de la momie), de bois de cèdre plaqués de feuilles d'or pour les deux premiers et en or massif pour le troisième (d'une épaisseur de 2,5 à 3,5 millimètres, cela représentait 110,4 kg d'or pur). Ces sarcophages représentent le pharaon en habit de plumes typique du cercueil rishi (pouvant symboliser le Ba, oiseau incarnant le défunt), avec ses attributs, le souverain étant protégé par les ailes de Nephtys et Isis. Ils sont composés d'une cuve et d'un couvercle monolithes qui s'assemblent par tenons et mortaises. Ils sont incrustés selon la technique du cloisonné d'or, incrustations de pâte de verre, de pierres semi-précieuses (cornaline rouge, turquoise bleu clair et lapis-lazuli bleu foncé) et de roches (obsidienne noire, calcite blanche).
À l'intérieur du premier cercueil, reposait la momie du jeune pharaon (sur laquelle étaient répartis plus de cent quarante-trois bijoux d'or en cent et un emplacements : bagues, bracelets, pendentifs, pectoraux, gorgerins), la tête et les épaules recouvertes par le célèbre masque d'or, qui symbolise à lui seul la richesse de la civilisation pharaonique.

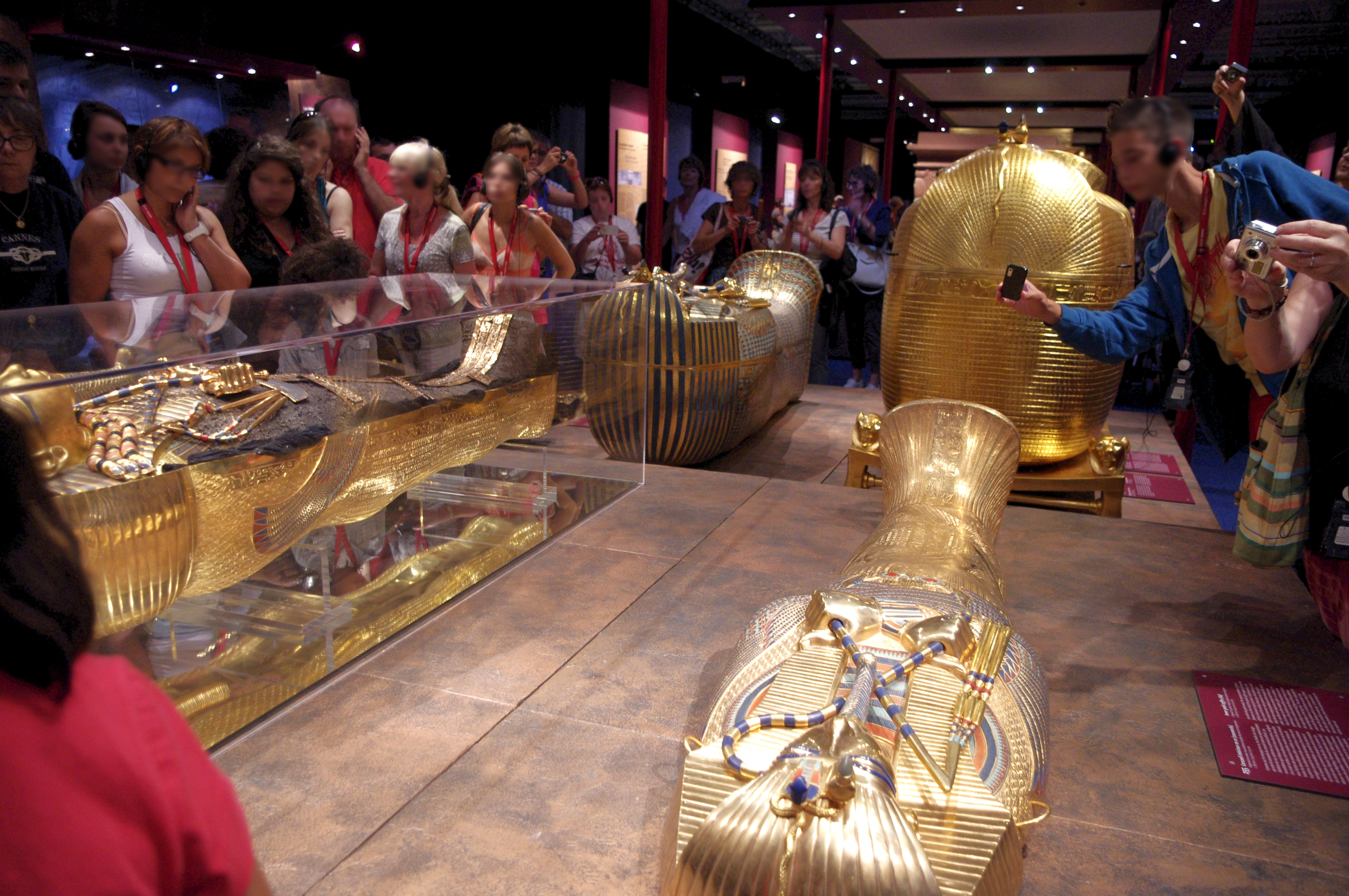
Sarcophage momiforme intérieur[44], intermédiaire et extérieur (répliques à l'exposition de 2012 « Toutankhamon, son tombeau et ses trésors » à Paris).
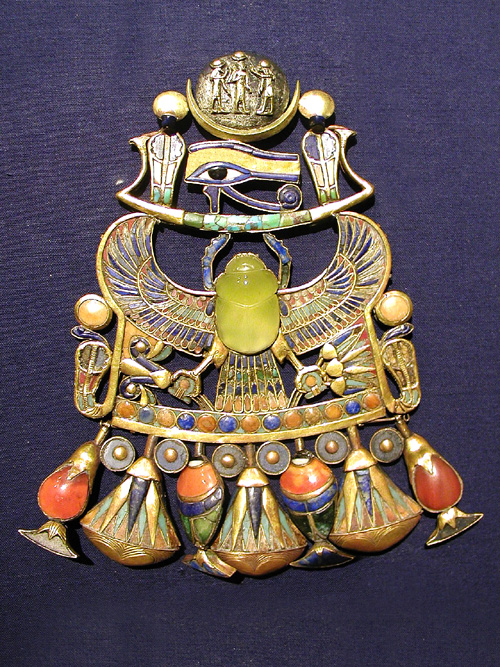
Pectoral de Toutânkhamon, parure en or cloisonné[45].
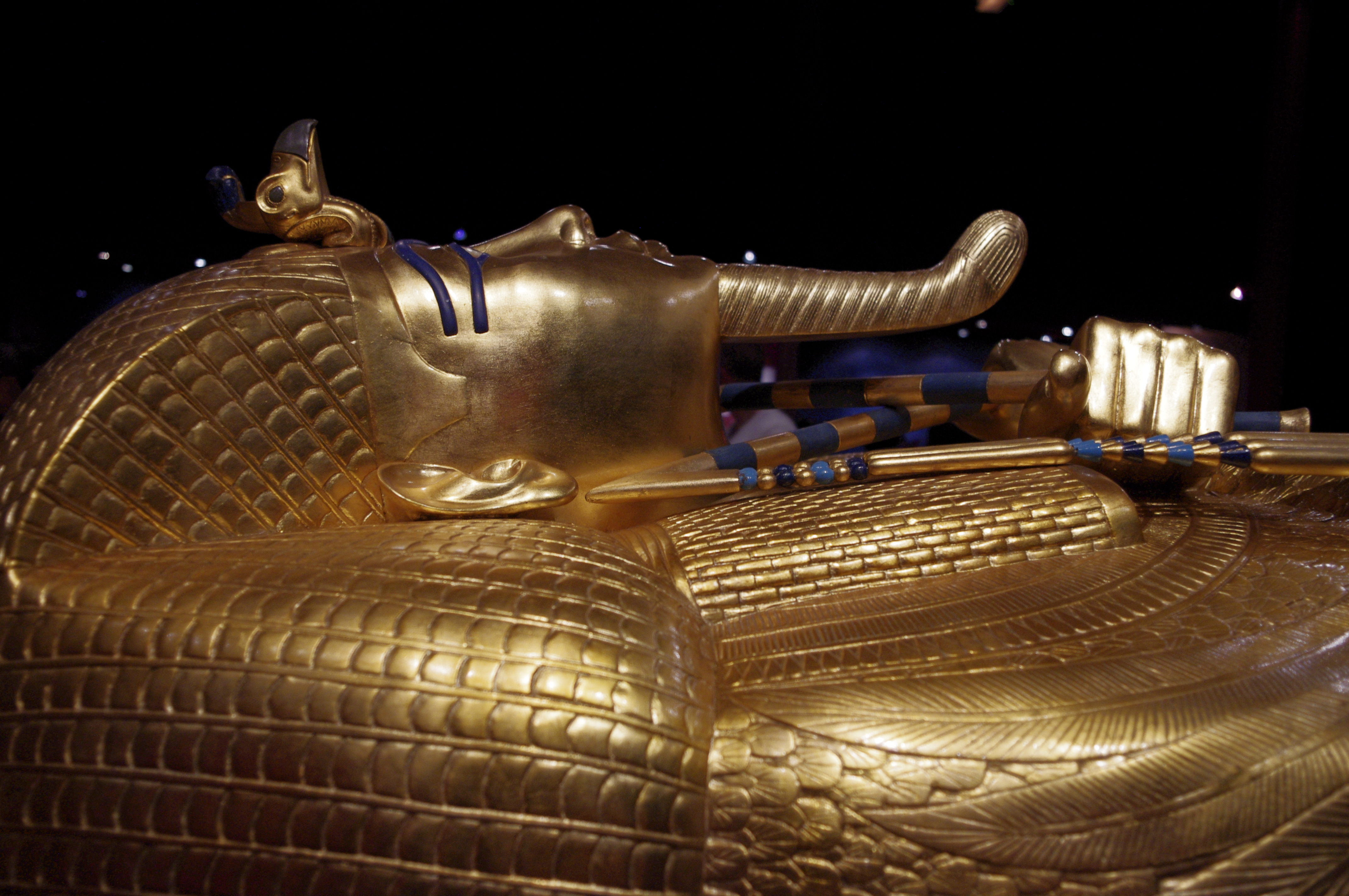
Sarcophages extérieur en or massif martelé et ciselé, représentant le roi les bras croisés portant la crosse et le flagellum.
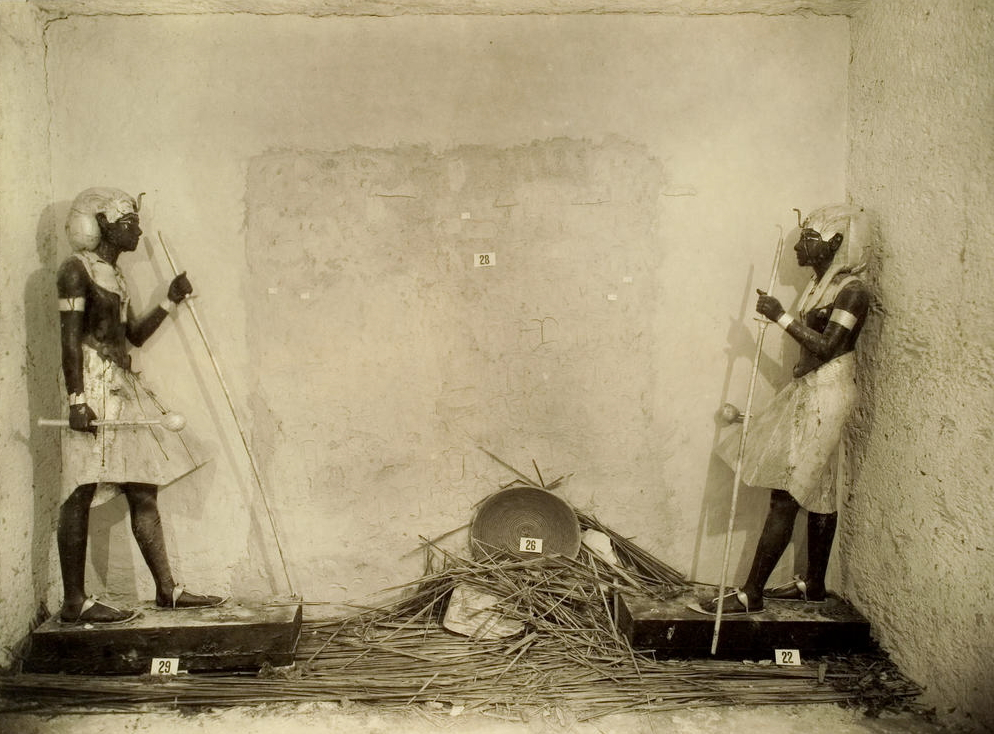
Statues noires royales encadrant un mur qui porte les traces d'une porte scellée menant à la chambre funéraire[46].
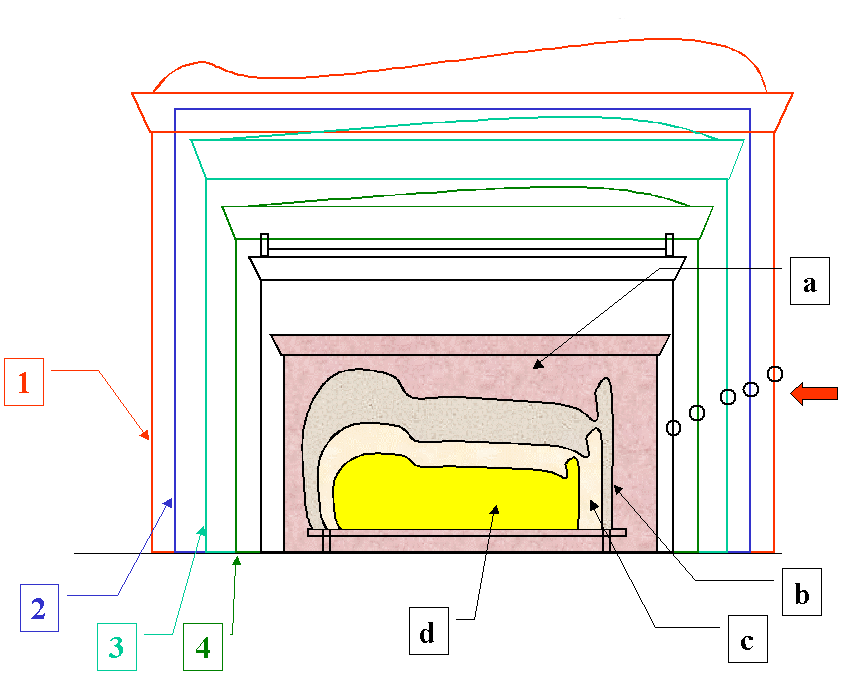
Section transversale de la tombe : les quatre chapelles funéraires (1 à 4), le sarcophage extérieur (a) et les trois cercueils (sarcophages momiformes b, c et d, supportés par un lit funéraire).
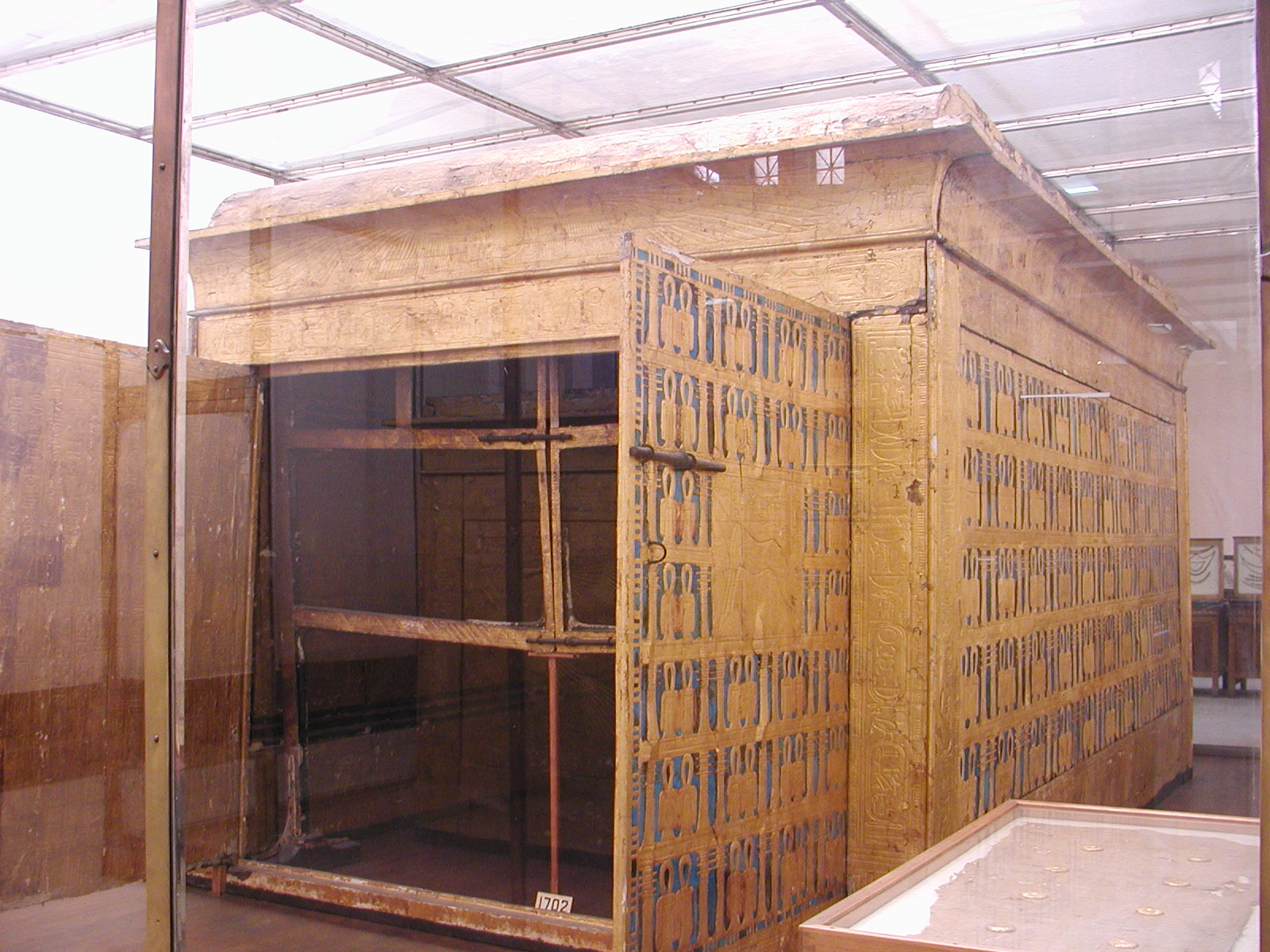
Le coffre-chapelle extérieur remplissait presque entièrement l'espace de la chambre funéraire.
Murs latéraux droits des sanctuaires et le sarcophage.
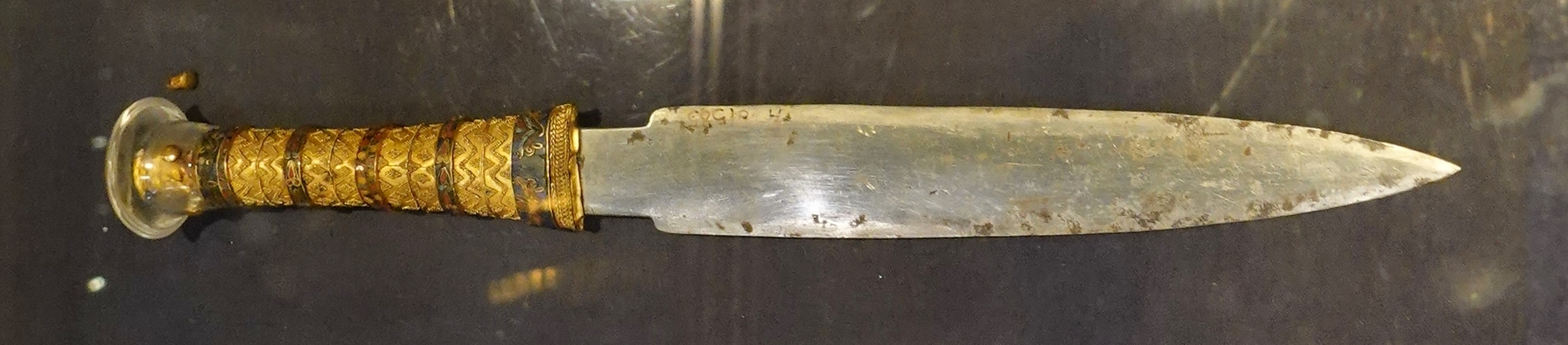
Dague en fer météoritique de Toutânkhamon : probablement offerte à Amenhotep III par le roi Tushratta, elle est retrouvée dans les bandelettes qui emmaillotaient la cuisse de la momie du prince[47].

## Chambres secrètes

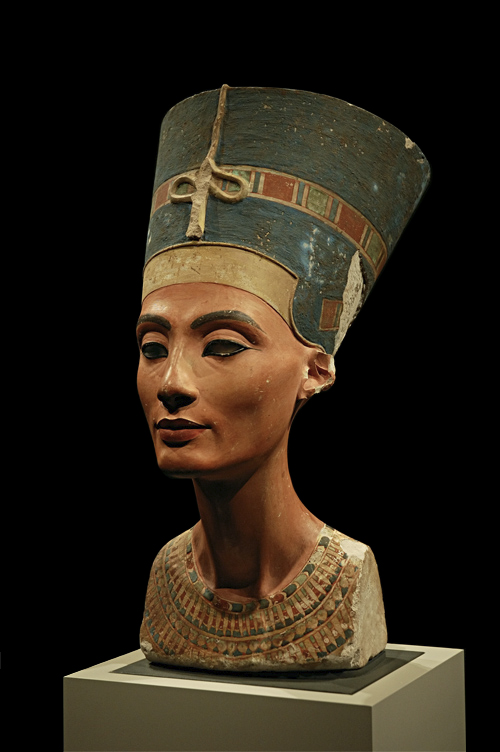
Buste de Néfertiti au Neues Museum de Berlin.

Selon l'égyptologue britannique Carl Nicholas Reeves – qui lance cette théorie début 2015 à partir de fresques scannées par l'entreprise Factum Arte et demande qu'on autorise des recherches complémentaires sur le site – la tombe de Toutânkhamon serait en fait celle de Néfertiti, demeurée elle-même inviolée, et dont la partie la plus proche de l'entrée aurait été réutilisée pour y placer la dépouille de Toutânkhamon après son décès prématuré, dix années environ après la mort de Néfertiti.
Nicholas Reeves avait noté que certains éléments de la tombe de Toutânkhamon, tels que l'iconographie, font penser à la tombe d'une reine plutôt qu'à celle d'un pharaon. Sa théorie pourrait aussi rendre compte des dimensions relativement modestes du tombeau de Toutânkhamon par rapport à d'autres sépultures de pharaons,,.
Début novembre 2015, le ministère égyptien des Antiquités annonce qu'une équipe scientifique avait trouvé, au moyen de thermographie infrarouge, les premières indications de l'existence d'une pièce secrète dans le tombeau de Toutânkhamon, ce qui corrobore l'opinion du Dr Reeves selon laquelle les fresques du mur Nord de la chambre funéraire de Toutânkhamon dissimulent deux portes, deux passages vers deux autres pièces (une autre chambre funéraire et une pièce de stockage). L'égyptologue avait formulé cette opinion après analyse des scans de la pièce qu'avait effectués le groupe espagnol Factum Arte (en), spécialiste de ce genre de reproduction.
Le 28 novembre 2015, le ministre égyptien des Antiquités, Mamdouh al-Damati, annonce lors d'une conférence de presse que de nouvelles recherches, menées cette fois par l'expert japonais Hirokatsu Watanabe au moyen d'un radar, indiquent « une probabilité de 90 % » qu'il existe une pièce secrète au-delà du mur Nord. L'expert japonais aura cependant besoin d'un mois de recherches complémentaires pour confirmer ce résultat.
Cependant, une nouvelle série de balayage radar menée par une équipe de la National Geographic Society aboutit ensuite à des conclusions différentes ; puis, en mai 2016, une conférence internationale organisée au Caire ne permet pas non plus d'arriver à un consensus sur la question de la part de la communauté scientifique, provoquant un arrêt provisoire des recherches, d'autant plus qu'intervient au même moment un changement du ministre de tutelle du département des Antiquités égyptiennes.
En 2017, une nouvelle recherche — la troisième — est menée avec un radar à pénétration de sol pour retrouver une éventuelle chambre secrète ; conduite par une équipe de l'École polytechnique de Turin dirigée par Franco Porcelli,. Les résultats des tests radars démentent toute possibilité de cavités cachées.

## Popularité de Toutânkhamon

### Le tombeau KV62

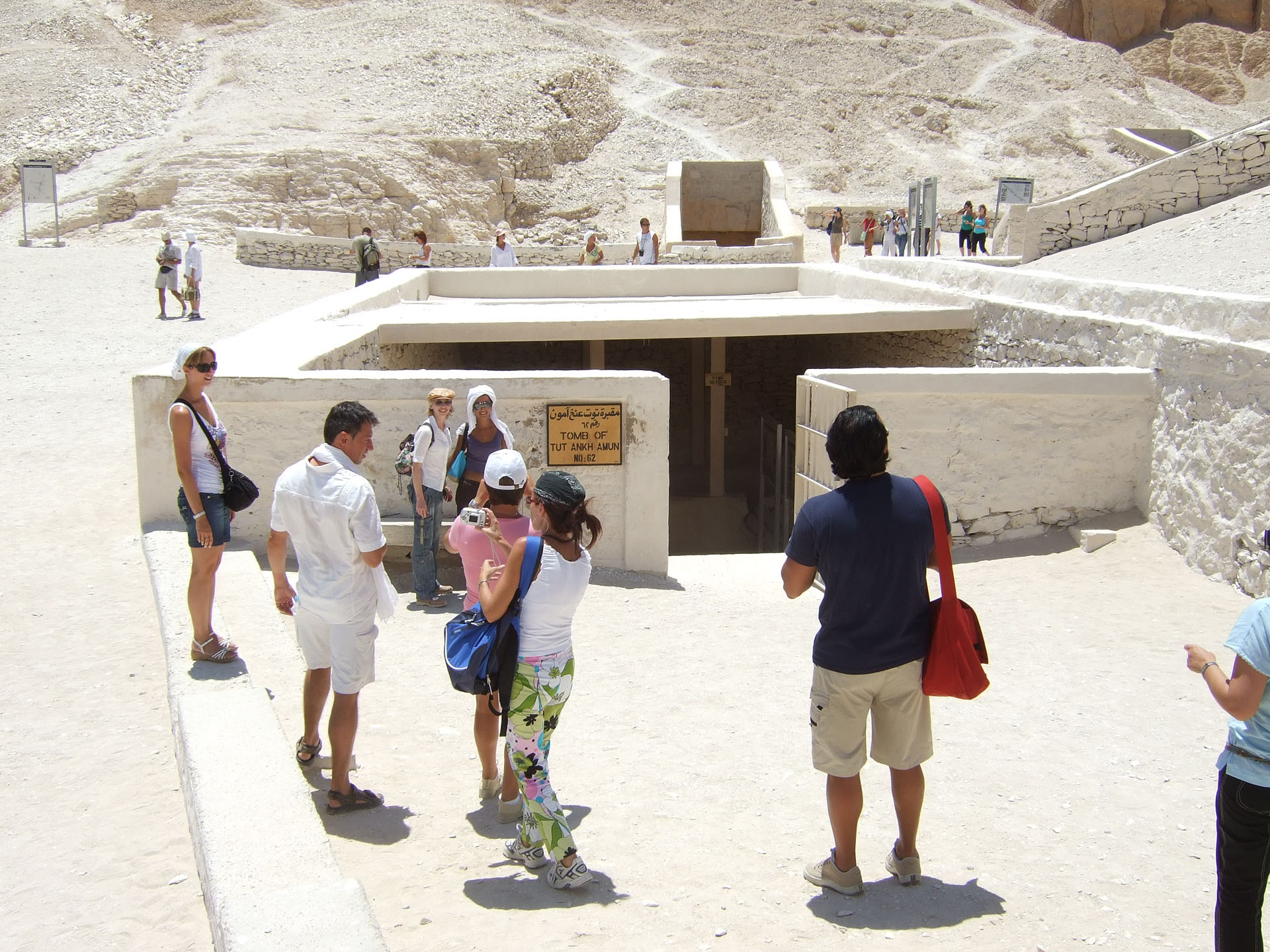
Entrée actuelle du tombeau original : délimitée par des murs protecteurs, elle est équipée d'un escalier et d'un corridor métalliques à la suite des crues centennales de novembre 1994 qui ont transformé la vallée en torrents de boue.

Toutankhâmon était un pharaon sans importance dont le règne a été court, et sa mémoire est restée pratiquement oubliée pendant plus de 3 000 ans, en partie en raison de l'ensevelissement de l'entrée et des escaliers du tombeau sous plus de cinq mètres d'alluvions. Sa découverte en 1922 par Howard Carter, la trop fameuse malédiction du pharaon et la richesse archéologique de son trésor lui ont assuré une célébrité universelle. Les visiteurs ont afflué dès la fin novembre 1922. Entre le 1er janvier 1926 et le 15 mars 1926, la tombe KV 62 attira pas moins de 12 000 visiteurs.
Depuis le 1er décembre 2007, le nombre de visiteurs du tombeau est limité à quatre cents par jour. En raison de la surfréquentation touristique, l'augmentation du taux d'humidité dans les tombes de la vallée des Rois dégradait aussi bien les peintures que les gravures ciselées dans de fragiles enduits en plâtre. Les variations de température dégradaient aussi les peintures en les faisant s'écailler et se fissurer. Dans KV62 sont apparues des moisissures sur les murs peints. La momie, menacée d'être réduite en poussière en raison de cette humidité, est désormais visible mais son installation dans une vitrine en plastique transparente la protège de cette atmosphère. En mai 2008, le tombeau est fermé et une restauration est engagée en partenariat avec la Getty Conservation Institute (en) jusqu'en 2014.
En 2009, sous la supervision du Conseil suprême des Antiquités égyptiennes est lancé le projet d'une réplique exacte du tombeau. Réalisé par la société Factum Arte (en), ce fac-similé est installé à proximité de la maison d’Howard Carter, à l’entrée de la vallée des Rois et est inauguré le 30 avril 2014. Les deux tombeaux sont encore ouverts au public, mais l'original devait être, à terme, fermé. En octobre 2015, les autorités ferment le site pour une durée indéterminée, à des fins de restauration.

## Expositions
Les expositions consacrées à Toutânkhamon connaissent régulièrement un succès populaire considérable.
En 1967, une exposition du mobilier funéraire de Toutânkhamon au Petit Palais supervisée par Christiane Desroches Noblecourt à Paris a attiré plus de 1 240 000 visiteurs. En 2004, l'exposition « Toutânkhamon – L’Or de l’Au-delà » à Bâle a attiré près de 600 000 visiteurs, mettant à mal la capacité d'accueil du musée où se tenait l'exposition. En 2007, pour une exposition similaire à Los Angeles, on a vendu près de 500 000 billets en un mois.
En 2008, une reproduction grandeur nature du tombeau de Toutânkhamon a été faite à la Toni Areal de Zurich.
Du 27 mai au 5 juin 2011, la Foire Exposition de Limoges présentait « Le fabuleux trésor de la tombe de Toutânkhamon ». Cette exposition reconstituait chaque pièce de la tombe et plus de 1 000 objets retrouvés dans le tombeau étaient présentés au public (répliques réalisées à l'identique par les artisans des Ateliers du Caire dont les deux sarcophages extérieurs revêtus d’or, le sarcophage intérieur en or massif, le masque en or du roi, les deux chars de parade du roi, le trône d’or, les lits funéraires plaqués d’or et la momie du pharaon (?).)
Cette même exposition s'est déplacée à Chambéry du 10 au 19 septembre 2011 à SavoiExpo lors de la Foire de Savoie, à Bruxelles du 20 avril au 27 novembre 2011 à Brussels Expo au Heysel, et du 12 mai 2012 au 1er septembre 2012 au parc des expositions de la porte de Versailles.
Une exposition mondiale itinérante est organisée à partir de 2018, « Toutânkhamon, le trésor du pharaon », présentant 150 objets et pièces de mobilier funéraire du Trésor. Elle a débuté à Los Angeles (mars 2018 à janvier 2019) attirant 700 000 visiteurs puis s'est poursuivie à Paris à la Grande halle de la Villette (mars à septembre 2019) où avec 1 423 170 visiteurs, elle est l'exposition la plus visitée de France, devançant une autre exposition de ce trésor, l'exposition « Toutânkhamon et son siècle » qui avait attiré 1,24 million de spectateurs au Grand Palais à Paris en 1967. « Toutânkhamon, le trésor du pharaon » se poursuivra à Londres de novembre 2019 à mai 2020 avant de continuer dans d'autres métropoles, non encore précisées. Les objets rejoindront ensuite en 2024 le nouveau Grand Musée égyptien en cours de construction.